# 邺城之战
邺城之战，唐肃宗乾元元年（758年）九月至乾元二年（759年）三月，唐军围攻邺城（在今河北省邯郸市与河南省安阳市境）安庆绪部，与其援军史思明部交锋时被狂风惊散溃败的作战。

## 历史背景
唐肃宗至德二载十月，安庆绪在陕郡之战后率1300人从洛阳逃到邺城，因此洛阳城被唐军收复，并攻占河内等地，陈留军民则杀尹子奇归唐。张镐率兵收复河南、河北郡县。但由于唐肃宗忙于迎接太上皇，而错失追剿安庆绪残部的时机，导致安庆绪至邺后重整旗鼓。其部下蔡希德、田承嗣、武令珣各率所部至邺会合，连同安庆绪在河北诸郡招募的新兵，共约6万人。此时，安庆绪担心史思明势盛，于十二月遣使至范阳调兵。史思明囚安庆绪使者，以其所领13郡及兵8万降唐，被授范阳节度使；半年后复叛。

## 战争经过
在安庆绪逃亡到邺城一年之后，唐肃宗于乾元元年九月，命令郭子仪、鲁炅、李奂、许叔冀、李嗣业、季广琛、崔光远七节度使和平卢兵马使董秦共领步骑约20万，北进主攻安庆绪，又命李光弼、王思礼两节度使率所部助攻。唐肃宗认为郭子仪和李光弼均为元勋，不好彼此统属，故不设元帅之职，只派宦官鱼朝恩为观军容宣慰处置使，监督各军行动。各地军队没有统一指挥，成为唐军进攻邺城失败的一个重要原因。十月，郭子仪、鲁炅、季广琛、崔光远等部先后北渡黄河，并李嗣业部会攻卫州（今河南卫辉），以弓弩手伏击而逐，大败安庆绪亲领7万援军，克卫州；乘胜追击，在邺城西南愁思冈击安庆绪的军队，先后共斩其3万余人。安庆绪退回邺城，被唐军包围，急派人向史思明求援，许以让位。 （页面存档备份，存于）
史思明率兵13万南下解邺城之圍，先遣1万步骑进驻滏阳（今河北磁县），十二月，史思明击败崔光远夺占魏州。二年正月，李光弼提议分兵逼近魏州，各个击破史军，但鱼朝恩不纳。二月，唐军围邺城四月不下。史思明率部向唐军逼进，并截断唐军粮运。
三月初六，号称60万的唐军，布阵于安阳河（今河南安阳）之北。史思明亲领精兵5万与唐军李、王、许、鲁等部激战，双方伤亡甚重。郭子仪率军继至，未及列阵，狂风骤起，天昏地暗，两军皆大惊而退。唐军南撤，郭部退保洛阳。其余各节度使兵退归本镇。史思明收集部众驻邺城南，诱杀安庆绪及高尚、崔乾祐等，入城兼并其军，遂留其子史朝义守邺城，自还范阳。

## 相关作品
此次战役后，唐朝廷大肆抓丁以补充军力，杜甫就所见所感，写成著名的组诗“三吏三别”。